# Токийский национальный музей

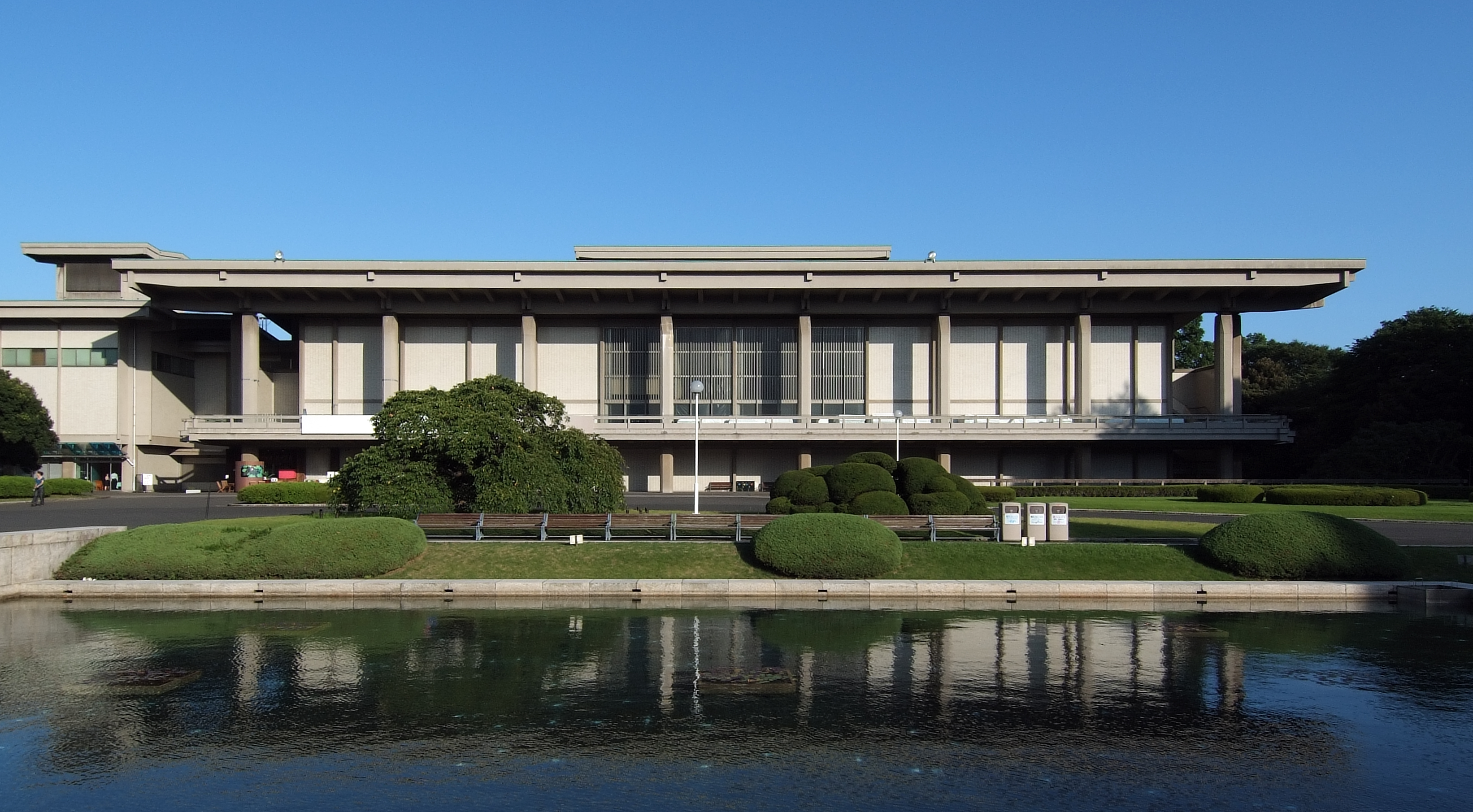
восточный корпус Токийского Национального Музея

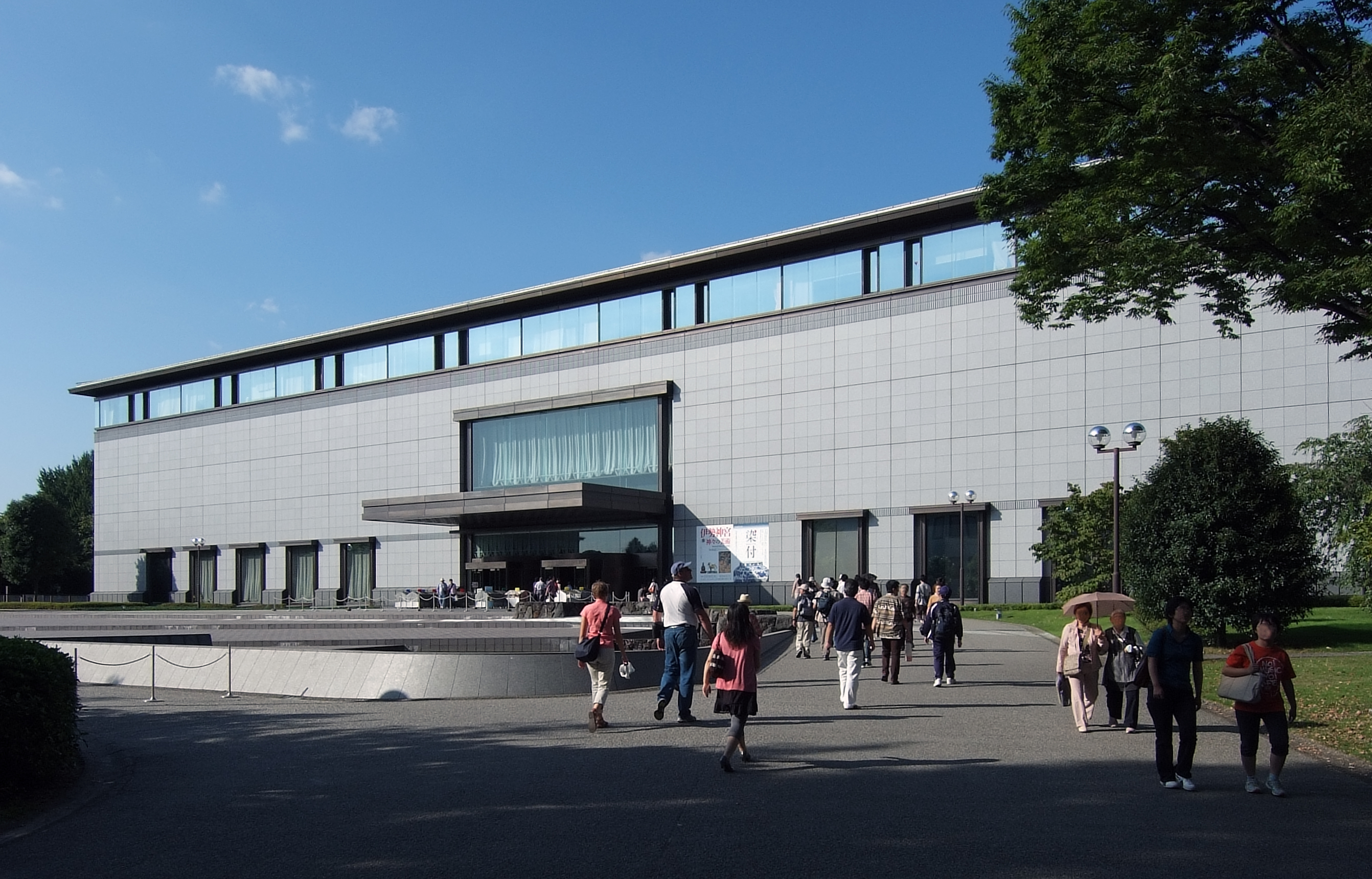
корпус Хэйсэй Токийского Национального Музея

Токийский национальный музей (яп. 東京国立博物館 То:кё: кокурицу хакубуцукан) — старейший и крупнейший музей Японии. Находится на территории токийского городского парка Уэно. На площади около 100 тысяч квадратных метров расположены пять корпусов — Главный, Восточный, Церемониальный, Хэйсэй и Сокровищ храмов Хорю-дзи. Национальный музей представляет собой гигантский культурный центр.

## Корпуса музея
Главный корпус (яп. 本館 Хонкан) — основная выставочная галерея Национального музея, открыт в 1938 году. Архитектор Дзюн Ватанабэ.
Здесь собраны произведения изобразительного и прикладного искусства, исторические и этнографические материалы, те японские культурные ценности, которые дают возможность проследить пути развития японской культуры с древности до современности, и дают представление о её характерных особенностях.
Церемониальный корпус (яп. 表慶館 Хё:кэйкан). Открыт в 1909 году. Архитектор Такума Катаяма. Церемониальный корпус, здание которого само по себе является выдающимся памятником архитектуры в западном стиле эпохи Мэйдзи (1867—1912), в настоящее время используется как просветительский центр в рамках музея. Там работают различные научные общества, проводятся семинары.
Восточный корпус (яп. 東洋館 То:ё:кан). Открыт в 1968 году. Архитектор Ёсиро Танигути. В Восточном корпусе выставлены произведения изобразительного и прикладного искусства, а также археологические находки всех стран восточного региона за исключением Японии, там можно познакомиться с особенностями культуры каждой страны и проследить культурные связи с Японией.
Корпус Хэйсэй (яп. 平成館 Хэйсэйкан) и корпус сокровищ храмов Хорю-дзи (яп. 法隆寺宝物館 Хо:рю:-дзи хо:моцукан). Открыты в 1999 году.

## История создания музея
Все началось с выставки в 1872-м году в здании Тайсэйдэн токийского храма Юсима-сэйдо более шестисот экспонатов, среди них — разнообразные памятники культурного наследия, начиная с личных вещей императорского семейства из дворцовой сокровищницы и старинной утвари и заканчивая чучелами, образцами полезных ископаемых и натуральных продуктов, демонстрирующих природные богатства страны, её флору и фауну. Выставка имела большой успех, её посетило в общей сложности около ста пятидесяти тысяч человек. Выставка стала знаменательным событием в жизни страны — и не только с точки зрения поднятия национального достоинства. Она предоставила возможность по-новому, в обобщенном виде, увидеть природу страны, её историю, поставила вопрос о необходимости защиты уникальных природных богатств, сохранения культурных традиций и наследия, являющихся достоянием всего человечества. Для подготовки и проведения выставки было создано специальное учреждение, которое назвали Музей при министерстве культуры и образования. Он и стал прообразом Токийского Национального Музея.

## Коллекция
В настоящее время в коллекции Токийского Национального музея насчитывается около ста двадцати тысяч единиц хранения. Среди них не только произведения разных видов изобразительного и прикладного искусства, таких как каллиграфия, скульптура, а также изделия из металла, оружие, военные доспехи, керамика, лаковые изделия, макеты архитектурных памятников, но и археологические находки, исторический и этнографический материал, множество тематических изданий и фотоматериалов.